# Briantas
Briantes és un municipi francès, situat al departament de l'Indre i a la regió de Centre – Vall del Loira. L'any 2007 tenia 594 habitants.

## Demografia

### Població
El 2007 la població de fet de Briantes era de 594 persones. Hi havia 248 famílies, de les quals 72 eren unipersonals (40 homes vivint sols i 32 dones vivint soles), 92 parelles sense fills, 76 parelles amb fills i 8 famílies monoparentals amb fills.
La població ha evolucionat segons el següent gràfic:
Habitants censats

### Habitatges
El 2007 hi havia 362 habitatges, 259 eren l'habitatge principal de la família, 55 eren segones residències i 48 estaven desocupats. 358 eren cases i 3 eren apartaments. Dels 259 habitatges principals, 214 estaven ocupats pels seus propietaris, 41 estaven llogats i ocupats pels llogaters i 4 estaven cedits a títol gratuït; 24 tenien dues cambres, 49 en tenien tres, 73 en tenien quatre i 113 en tenien cinc o més. 160 habitatges disposaven pel capbaix d'una plaça de pàrquing. A 110 habitatges hi havia un automòbil i a 123 n'hi havia dos o més.

### Piràmide de població
La piràmide de població per edats i sexe el 2009 era:
| Homes | Edats   | Dones |
| ----- | ------- | ----- |
| 4     | 95 o +  | 0     |
| 0     | 90 a 94 | 4     |
| 4     | 85 a 89 | 0     |
| 8     | 80 a 84 | 8     |
| 16    | 75 a 79 | 16    |
| 24    | 70 a 74 | 36    |
| 8     | 65 a 69 | 12    |
| 24    | 60 a 64 | 16    |
| 12    | 55 a 59 | 12    |
| 20    | 50 a 54 | 16    |
| 28    | 45 a 49 | 12    |
| 24    | 40 a 44 | 4     |
| 20    | 35 a 39 | 40    |
| 28    | 30 a 34 | 20    |
| 0     | 25 a 29 | 4     |
| 8     | 20 a 24 | 4     |
| 20    | 15 a 19 | 24    |
| 12    | 10 a 14 | 16    |
| 20    | 5 a 9   | 16    |
| 16    | 0 a 4   | 12    |

## Economia
El 2007 la població en edat de treballar era de 355 persones, 271 eren actives i 84 eren inactives. De les 271 persones actives 257 estaven ocupades (141 homes i 116 dones) i 14 estaven aturades (6 homes i 8 dones). De les 84 persones inactives 32 estaven jubilades, 26 estaven estudiant i 26 estaven classificades com a «altres inactius».

### Ingressos
El 2009 a Briantes hi havia 259 unitats fiscals que integraven 609 persones, la mediana anual d'ingressos fiscals per persona era de 16.951 €.

### Activitats econòmiques
Dels 10 establiments que hi havia el 2007, 1 era d'una empresa de fabricació d'altres productes industrials, 3 d'empreses de construcció, 1 d'una empresa de transport, 1 d'una empresa d'hostatgeria i restauració, 1 d'una empresa financera i 3 d'empreses de serveis.
Dels 3 establiments de servei als particulars que hi havia el 2009, 2 eren paletes i 1 fusteria.
L'any 2000 a Briantes hi havia 38 explotacions agrícoles que ocupaven un total de 1.680 hectàrees.

## Equipaments sanitaris i escolars
El 2009 hi havia una escola elemental integrada dins d'un grup escolar amb les comunes properes formant una escola dispersa.

## Poblacions més properes
El següent diagrama mostra les poblacions més properes.